# کلاینویهاوزن
کلاینویهاوزن (به آلمانی: Kleinneuhausen) یک شهر در آلمان است که در زومردا واقع شده‌است. کلاینویهاوزن ۴۴۳ نفر جمعیت دارد.